# Château de Pesteils
Le Château de Pesteils, ancienne Forteresse de Polminhac, est un château médiéval situé à Polminhac dans le Cantal. Le bâtiment est classé dans son ensemble au titre des monuments historiques depuis le 18 juillet 1994. 

## Description

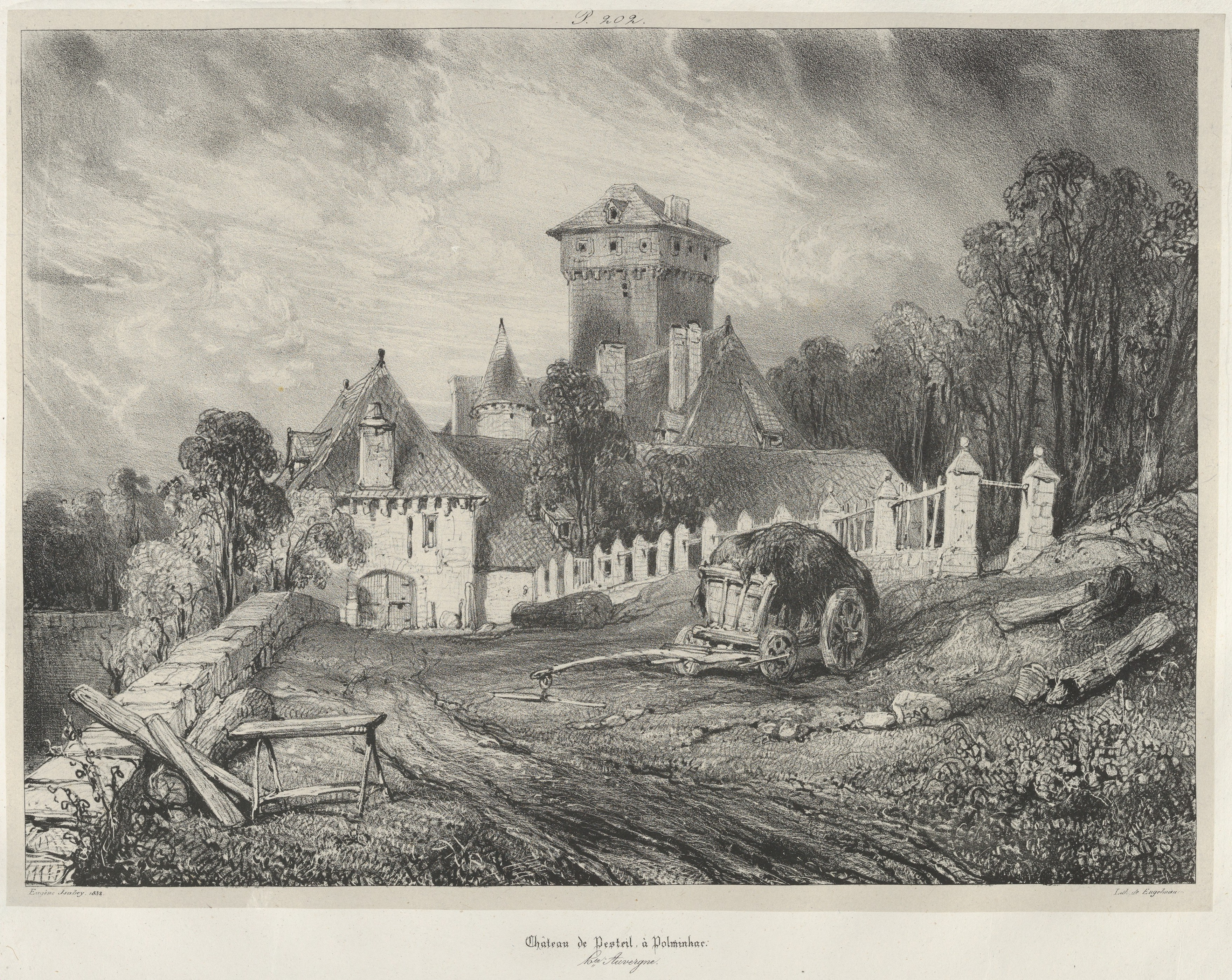
Eugène Isabey : Le château de Pesteil à Polminhac (1832, Metropolitan Museum of Art).

Le Château de Pesteils est situé sur un promontoire rocheux surplombant le village de Polminhac et la vallée de la Cère.
Le donjon de 40 m de haut date de la fin du Moyen Âge, XIVe et XVe siècles, au début de la guerre de Cent Ans. Pendant la deuxième moitié du XVIIe siècle, le corps de logis et le pavillon d'angle ont été agrandis.  À  la fin du XIXe siècle, Anatole puis son fils Gabriel de Miramon exécutent d'importants travaux, réalisés par l'architecte cantalien Émile Lemaigre, qui donnent au château son plan actuel. Les décors intérieurs du rez-de-chaussée ont été remaniés dans le goût néo-gothique, très bel escalier à double révolution dans le hall d'entrée.
Des fresques du XVe siècle situées dans le donjon ont été restaurées en 2008 (prix Sotheby's),
Des plafonds peints du XVIIe siècle, scènes de la mythologie grecque, ornent deux chambres situées au 1er étage du corps de logis. Une cuisine ancienne, restaurée en 2000 a reçu le prix La Cornue.
Des peintures murales du premier quart du XXe siècle de Félix Tourdes (1855-1920) sont classées monument historique au titre d'objet depuis 1980.
Le parc du Château de Pesteils a été redessiné au début du XXe siècle. Il comporte une terrasse en terre-plein, un jardin potager et un verger. Il a été inscrit au pré-inventaire des jardins remarquables.

## Historique
En 1414, Renaud de Murat qui était combattu par Bernard VII d'Armagnac auquel il refusait de rendre hommage comme vicomte de Carlat, ravagea le Carladez et prit les châteaux de Polminhac, de Messilhac, de Montamat, et attaqua celui de Carlat. Ces châteaux furent rendus lorsqu'il mourut à Paris à l'entrée des Bourguignons le 29 mai 1418.
Hélène de Teissières, dame de Polminhac et de Marfons, fille de Pierre de Tessières et de Ermenarde de Marcenac, épouse vers 1370 Jean de Foulholes, né vers 1350 et décédé en 1404, seigneur de Foulholes, bailli des montagnes d'Auvergne, puis chambellan de Jean de Berry (duc d'Auvergne), puis sénéchal du Rouergue en 1395, dont au moins deux filles et deux fils :
- Benoîte de Foulholes, dame de Polminhac qu'elle apporte par son mariage à  Rigaud de Montamat,
- Hélène de Foulholes,
- Géraud de Foulholes,
- Jean de Foulholes, écuyer né en 1372 et décédé en 1417.

### Famille de Montamat
Rigaud de Montamat, décède en 1431 dans la tour de Polminhac.
Jacques de Montamat, seigneur de Montamat, Polminhac, et Foulholes, échanson du duc de Nemours, épouse Catherine de Murat de Lestang, qui lui donne une fille unique :
- Anne de Montamat.

### Famille de Pesteils
Anne de Montamat, apporte la seigneurie de Polminhac en 1510 à Guy V de Pesteils, seigneur de Branzac et de Fontanges qui continue à habiter à Branzac. Ils ont au moins un fils :
- Claude de Pesteils, qui épouse à Paris le 26 mai 1645, Camille Caracciolo, fille de Serge III (Jean), prince de Melfi, maréchal de France, et de Eleonore Sanseverino. Elle était fille d'honneur de Catherine de Médicis et vécut à Branzac.

### Famille de Cassagnes de Beaufort de Miramon
Camille de Pesteils, apporte la seigneurie de Polminhac en 1608 à Charles de Cassagnes de Beaufort de Miramon, fils d'Antoine de Cassagnes, seigneur du Cayla (à Moyrazès) et d'Anne de Cazillac. Ils eurent pour fils :
- Jacques de Cassagnes de Beaufort de Miramon, marié en 1640 à Marguerite de Brezons. Ils vécurent au moins partiellement à Polminhac et firent construire un corps de logis de plaisance à côté de la tour de Pesteils. Ainsi était né le Château de Pesteils à Polminhac. Ils eurent au moins un fils :
  - Joseph de Cassagnes de Beaufort de Miramon, marié en 1670 à Jeanne d'Aurelle de Colombine, décéda en 1716 à Polminhac où il est enterré.

## Héraldique
| Blason à dessiner | Blason  | Écartelé au 1 et 4 de gueules au lion d'or (de Montamat), au 2 et 3 d'argent losangé et feuillé de sinople (de Foulhols). Ornements extérieursDeux sirènes DeviseServire deo, regnare est - servir dieu, c'est participer à son royaume |
| Blason à dessiner | Détails | Blason d'alliance entre les deux familles (1283 et 1418) situé sur le linteau de la porte du château. Le statut officiel du blason reste à déterminer.                                                                                  |

## Visites

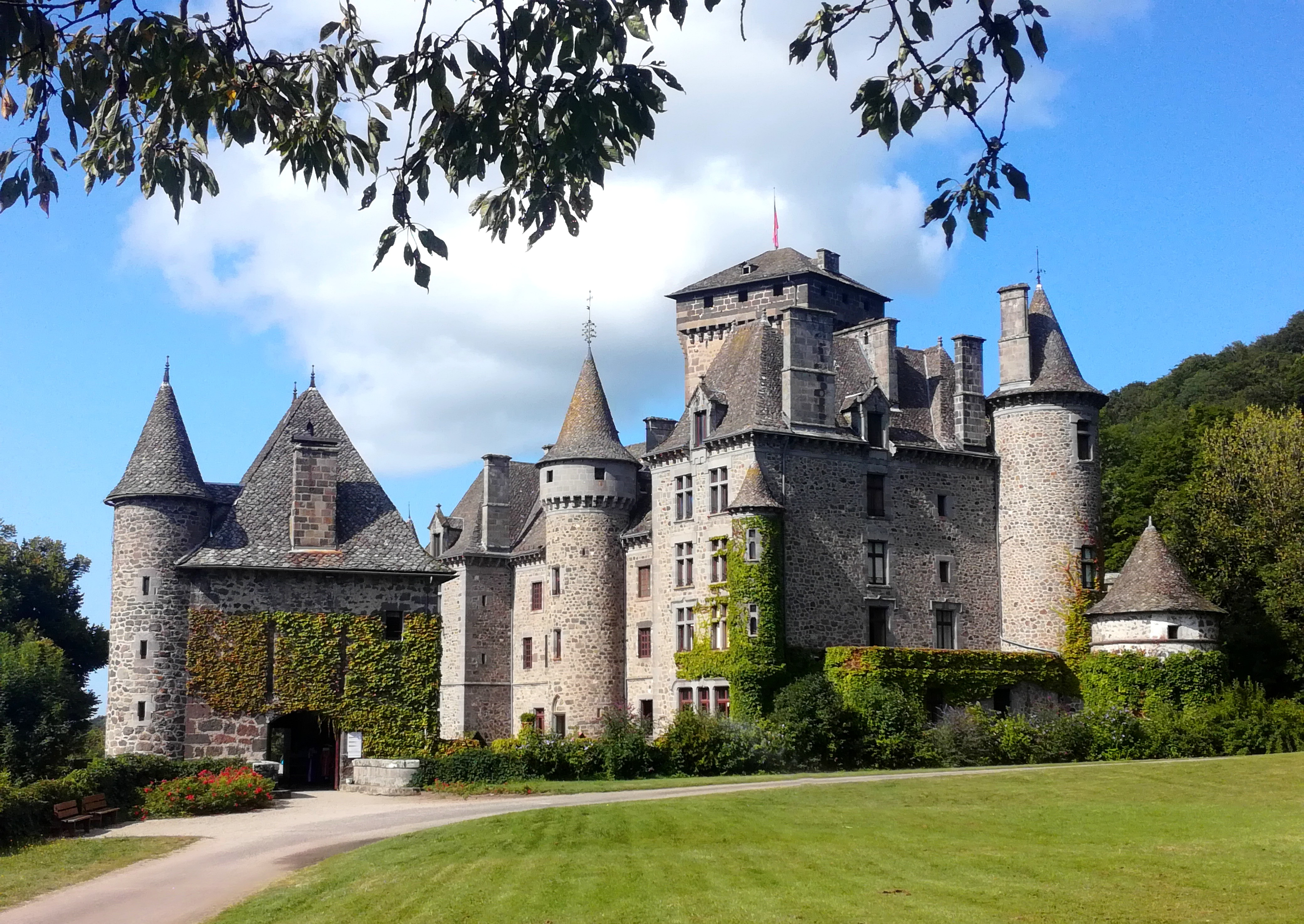
Le château en 2021

Le château est ouvert à la visite depuis 1956.
Il présente des saynètes liées à la vie et l'histoire du château, mis en scène par une vingtaine de personnages de cire réalisés par le musée Grévin.
Peintures, mobiliers, tapisseries agrémentent la visite du château.

## Tournages
Le château a servi de décor en 1942 pour le film L'Éternel Retour avec Madeleine Sologne et Jean Marais et pour des scènes du film Le Hobbit : Le Retour du roi du Cantal de Léo Pons en 2014.